# Grad Wijchen
Grad Wijchen () je grad v središču mesta Wijchen v nizozemski provinci Gelderland. Grad se uporablja kot lokacija za srečanja občinskega sveta Wijchen, kot lokacija za poroke in kot muzej.

## Zgodovina
Prva različica gradu je bila zgrajena konec 14. stoletja: prva omemba je iz leta 1392. Do 17. stoletja je bil v glavnem obrambna zgradba z drugačno podobo kot sedanji grad. Grad je bil najprej v lasti gospodov Galenskih. Jakob Galenski je leta 1535 grad prodal enemu od gospodov iz Bronckhorsta, Hermanu iz Bronckhorsta. Plemiči Bronckhorsti so imeli v lasti tudi grad v Batenburgu in so jih imenovali tudi gospodje Batenburški. Imeli so pomembno vlogo v celotni regiji Geldersa. Sčasoma je grad začel propadati, nakar ga je od Bronckhorstenskih leta 1595 prevzela Gertruda Dalemska.
Leta 1609 sta Emilija Nassauska in njen mož Don Emanuel Portugalski po sporu z bratom Mavricijem Nassauskim Oranskim zaradi dediščine očeta Viljema I. Oranskega kupila grad Wijchen od vdove Gertrude Dalemske. Na starih temeljih so zgradili nov grad. Trenutni videz je dizajn iz tistega časa. Emilija in Emanuel sta v stenskih sidrih pustila svoj 'podpis' v obliki dvojne črke 'E'.
Leta 1640 je grad kupil Filip Nassauski, vnuk Viljema Oranskega. Sledili so drugi lastniki, med njimi družina Osy, ki je grad pridobila leta 1771. Leta 1903 je prešel v last gospe Van Andringa de Kempenaer, ki je želela ponovno zanemarjeni grad obnoviti. Uničujoč požar leta 1906 je to preprečil. Gospa se je zanimala, da bi na istem mestu zgradila vilo, a ji je to preprečilo posredovanje Viktorja de Stuersa. Arhitekt iz Nijmegena FA Ludewig je grad obnovil po prvotnih gradbenih načrtih iz 17. stoletja.
Po smrti vdove Andringe de Kempenaer je leta 1932 grad kupila občina Wijchen. Uporabljali so ga kot mestno hišo. Grad je bil v devetdesetih letih 20. stoletja temeljito obnovljen. Od leta 1996 sta v gradu zaseda občinski svet in se uporablja kot poročna dvorana občine.

## Tloris
Dimenzije gradu so 23 x 24 metrov. Južna fasada nekoliko štrli nad vhodom. V središču je dvorišče s stebriščem . Stolp se začne v kotu dvorišča. Pod celim gradom so kleti. Debelina sten se giblje od 1,60 metra do 80 centimetrov. Grad je obdan z jarkom, do njega pa lahko pridete po dvižnem mostu.